# Конвой Хальмахера – Манокварі (15.12.43 – 22.12.43)
Конвой Хальмахера — Манокварі (15.12.43 — 22.12.43) — японський конвой часів Другої світової війни, проведення якого відбувалось у грудні 1943-го.
Вихідним пунктом конвою була затока Кау на острові Хальмахера (північна частина Молуккського архіпелагу), який відігравав важливу роль у постачанні японських сил на заході Нової Гвінеї. Пунктом призначення став Манокварі (північно-східний кут півострова Чендравасіх), де ще в квітні 1942-го японці створили свою базу.
До складу конвою увійшли транспорти «Тамахоко-Мару», «Тохо-Мару», «Чука-Мару», «Кошу-Мару» (Koshu Maru) та «Р'юйо-Мару» (Ryuyo Maru), тоді як охорону забезпечували переобладнаний сітьовий загороджувач «Хінокі-Мару» та переобладнаний патрульний корабель «Нітто-Мару № 18».
Конвой вийшов з порту 15 грудня 1943-го і 17 грудня досягнув Манокварі.
Після розвантаження загін 20 грудня 1943-го рушив назад і 22 грудня без втрат прибув до затоки Кау.